# Nederland op de Olympische Zomerspelen 1952
Nederland nam deel aan de Olympische Zomerspelen 1952 in Helsinki, Finland.

## Medailles
| Sport    | Olympiër                                                                | Discipline             | Medaille |
| -------- | ----------------------------------------------------------------------- | ---------------------- | -------- |
| Atletiek | Puck Brouwer                                                            | 200 m (v)              | Zilver   |
| Hockey   | Olympisch team                                                          | mannen                 | 2        |
| Zwemmen  | Hannie Termeulen                                                        | 100 m vrije slag (v)   | Zilver   |
| Zwemmen  | Geertje Wielema                                                         | 100 m rugslag (v)      | Zilver   |
| Zwemmen  | Irma Schuhmacher Hannie Termeulen Marie-Louise Vaessen Koosje van Voorn | 4×100 m vrije slag (v) | Zilver   |

## Overzicht per sport
| Sport          | Deelnemers | Goud | Zilver | Brons | Totaal |
| -------------- | ---------- | ---- | ------ | ----- | ------ |
| Atletiek       | 10         |      | 1      |       | 1      |
| Boksen         | 5          |      |        |       | '      |
| Gewichtheffen  | 2          |      |        |       | '      |
| Hockey         | 11         |      | 1      |       | 1      |
| Kanovaren      | 5          |      |        |       | '      |
| Paardensport   | 3          |      |        |       | '      |
| Roeien         | 12         |      |        |       | '      |
| Schoonspringen | 2          |      |        |       | '      |
| Turnen         | 8          |      |        |       | '      |
| Voetbal        | 11         |      |        |       | '      |
| Waterpolo      | 7          |      |        |       | '      |
| Wielrennen     | 6          |      |        |       | '      |
| Zeilen         | 9          |      |        |       | '      |
| Zwemmen        | 13         |      | 3      |       | 3      |
| Totaal         | 104        | 0    | 5      | 0     | 5      |

## Resultaten per onderdeel

### Atletiek
| Olympiër                                    | Discipline      | Resultaat    | Prestatie                                                           |
| ------------------------------------------- | --------------- | ------------ | ------------------------------------------------------------------- |
| Theo Saat                                   | 100m (m)        | 11e          | serie 7: 10,9 (2e tijd) KF 2: 10,6 (2e tijd) HF 2: 10,8 (6e tijd)   |
| Theo Saat                                   | 200m (m)        | -            | serie 5: 22,00 (1e tijd) KF 1: 21,7 (3e tijd)                       |
| Hans Harting                                | 1500m (m)       | -            | serie 1: niet gefinisht                                             |
| Wim Slijkhuis                               | 1500m (m)       | -            | serie 3: niet gefinisht                                             |
| Janus van der Zande                         | marathon (m)    | 15e          | 2:33.50,0                                                           |
| Henk Visser                                 | verspringen (m) | -            | kwalificatie: 7,03m, 7,21m, - finale: -, -, -                       |
|                                             |                 |              |                                                                     |
| Puck Brouwer                                | 100m (v)        | halve finale | serie 3: 12,0 (1e tijd) KF 1: 12,0 (3e tijd) HF 2: 12,1 (4e tijd)   |
| Puck Brouwer                                | 200m (v)        | Zilver       | serie 4: 24,6 (1e tijd) HF 1: 24,3 (2e tijd) finale: 24,2           |
| Nel Büch                                    | 100m (v)        | serie        | serie 6: 12,6 (3e tijd)                                             |
| Fanny Blankers-Koen                         | 100m (v)        | -            | serie 11: 11,9 (1e tijd) KF 2: 12,0 (2e tijd) HF 1: niet gestart    |
| Fanny Blankers-Koen                         | 80m horden (v)  | -            | serie 2: 11,2 (1e tijd) HF 2: 11,3 (2e tijd) finale: niet gefinisht |
| Gré de Jongh                                | 200m (v)        | serie        | serie 2: 25,2 (5e tijd)                                             |
| Wil Lust                                    | 80m horden (v)  | serie        | serie 3: 11,6 (3e tijd)                                             |
| Wil Lust                                    | verspringen (v) | 5e           | kwalificatie: -, 5,63m, - finale: 5,68m, 5,65m, 5,79m, -, 581m, -   |
| Nel Büch Puck Brouwer Gré de Jongh Wil Lust | 4×100m (v)      | 6e           | serie 1: 47,1 (2e tijd) finale: 47,8                                |

### Boksen
| Olympiër          | Discipline                       | Resultaat   | Prestatie |
| ----------------- | -------------------------------- | ----------- | --- |
| Hein van der Zee  | vlieggewicht (–51 kg) (m)        | 1/16F       | 1/16F: verloor van Anatoli Boelakov Sovjet-Unie 0-3 |
| Piet van Klaveren | halfweltergewicht (–63,5 kg) (m) | 1/8F        | 1/16F: versloeg Roy Keenan Canada 2-1 1/8F: verloor van Terence Milligan Ierland 0-3                                                                        |
| Moos Linneman     | weltergewicht (–67 kg) (m)       | kwartfinale | 1/16F: versloeg Peter Müller Zwitserland na opgave in de derde ronde 1/8F: versloeg George Issabeg Iran 2-1 KF: verloor van Günther Heidemann Duitsland 0-3 |
| Leen Jansen       | middengewicht (–75 kg) (m)       | kwartfinale | 1/16F: vrijgeloot 1/8F: versloeg Robert Malouf Canada technische knock-out KF: verloor van Floyd Patterson Verenigde Staten technische knock-out            |
| Toon Pastor       | halfzwaargewicht (–81 kg) (m)    | 1/8F        | 1/16F: versloeg István Fazekas Hongarije 3-0 1/8F: verloor van Karl Kistner Duitsland 1-2                                                                   |

### Gewichtheffen
| Olympiër     | Discipline              | Resultaat | Prestatie                                                              |
| ------------ | ----------------------- | --------- | ---------------------------------------------------------------------- |
| Jan Smeekens | middengewicht (-75 kg)  | 12e       | drukken:095,0 kg trekken: 115,0 kg stoten: 0135,0 kg totaal: 0345,0 kg |
| Bram Charité | zwaargewicht (+82,5 kg) | -         | drukken:115,0 kg trekken: geen gewicht                                 |

### Hockey
| Olympiër | Discipline | Resultaat | Prestatie                                                                             |
| --- | ---------- | --------- | ------------------------------------------------------------------------------------- |
| Jules Ancion André Boerstra Harry Derckx Han Drijver Dik Esser Roepie Kruize Dick Loggere Lau Mulder Eddy Tiel Wim van Heel Leonard Wery | mannen     | Zilver    | KF 1-0 Nederland - Duitsland HF 1-0 Nederland - Pakistan Finale 1-6 Nederland - India |

### Kanovaren

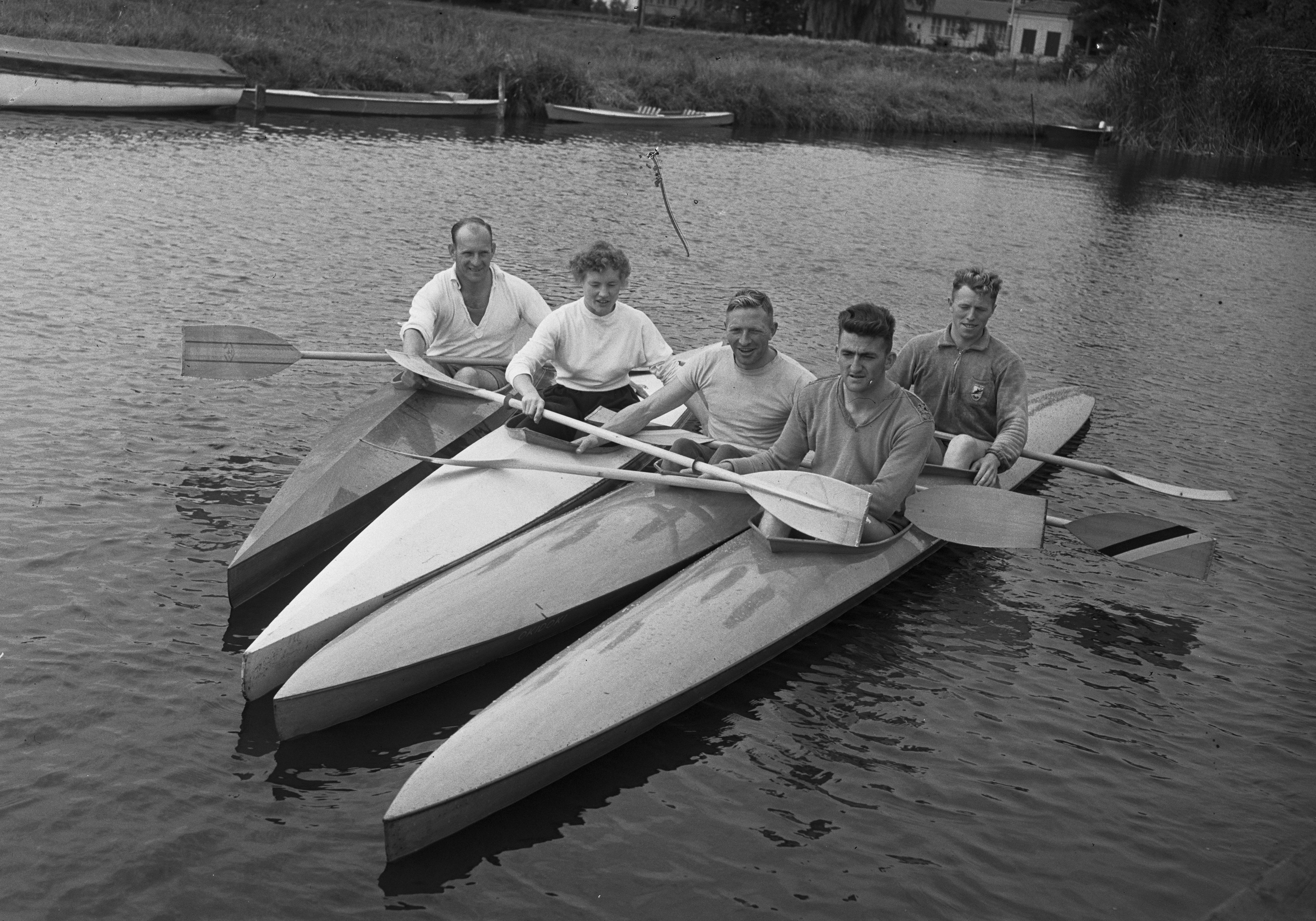
Olympische kanoploeg oefent op het Spaarne in 1952

| Olympiër                    | Discipline      | Resultaat | Prestatie                              |
| --------------------------- | --------------- | --------- | -------------------------------------- |
| Wim van der Kroft           | K-1 1000m (m)   | 4e        | serie: 4.20,3 (1e tijd) finale: 4.20,8 |
| Cees Koch Jan Klingers      | K-2 1000m (m)   | 8e        | serie: 3.54,3 (1e tijd) finale:3.55,8  |
| Cees Koch Jan Klingers      | K-2 10.000m (m) | 9e        | 46.09,6                                |
| Jochem Bobeldijk            | K-1 10.000m (m) | 8e        | 49.36,2                                |
|                             |                 |           |                                        |
| Alida van der Anker-Doedens | K-1 500m (v)    | 4e        | serie: 2.24,4 (1e tijd) finale: 2.22,3 |

### Paardensport
| Olympiër                                    | Discipline           | Resultaat | Prestatie                                              |
| ------------------------------------------- | -------------------- | --------- | ------------------------------------------------------ |
| Wiel Hendrickx op Patrick                   | eventing individueel | -         | dressuur: −153,33 punten cross crounty: niet gefinisht |
| Ernest van Loon op Ampère                   | eventing individueel | -         | dressuur: −128,80 punten cross crounty: niet gefinisht |
| Max van Loon op Nerantsoula                 | eventing individueel | -         | dressuur: −127,33 punten cross crounty: niet gefinisht |
| Wiel Hendrickx Ernest van Loon Max van Loon | eventing team        | -         | dressuur: −409,46 punten cross crounty: niet gefinisht |

### Roeien
| Olympiër                                                                       | Discipline               | Resultaat    | Prestatie                                                                                                   |
| ------------------------------------------------------------------------------ | ------------------------ | ------------ | --- |
| Rob van Mesdag                                                                 | skiff (m)                | herkansingen | serie 4: 8.02,0 (4e tijd) herkansing 1ste ronde 1: 7.35,6 (1e tijd) herkansing 2e ronde 1: 7.57,2 (3e tijd) |
| Ben Binnendijk Carl Kuntze                                                     | twee-zonder-stuurman (m) | herkansingen | serie 3: 8.00,4 (1e tijd) HF 2: 7.53,2 (2e tijd) herkansing 2e ronde 1: 7.44,7 (3e tijd)                    |
| Ruud Sesink Clee Jan op den Velde Frits de Voogt Kees van Vugt                 | vier-zonder-stuurman (m) | herkansingen | serie 2: 6.56,9 (4e tijd) herkansing 1ste ronde 1: 6.50,3 (2e tijd)                                         |
| Jaap Beije Ton Fontani Han Heijenbrock Jan Willem Pennink Hans Caro (stuurman) | vier-met-stuurman (m)    | herkansingen | serie 3: 7.24,9 (3e tijd) herkansing 1ste ronde 1: 7.04,2 (2e tijd)                                         |

### Schoonspringen
| Olympiër             | Discipline    | Resultaat | Prestatie |
| -------------------- | ------------- | --------- | --- |
| Els van den Horn     | 3 m plank (v) | 12e       | Sprong 1: 11,34 punten Sprong 2: 8,33 punten Sprong 3: 10,07 punten Sprong 4: 9,30 punten Sprong 5: 10,40 Totaal kwalificatie: 49,44 punten |
| Lenie Lanting-Keller | 3 m plank (v) | 14e       | Sprong 1: 9,18 punten Sprong 2: 5,1 punten Sprong 3: 12,35 punten Sprong 4: 8,70 punten Sprong 5: 12,00 Totaal kwalificatie: 47,33 punten   |

### Turnen
| Olympiër | Discipline                      | Resultaat   | Prestatie     |
| --- | ------------------------------- | ----------- | ------------- |
| Lenie Gerrietsen Huiberdina Krul-van der Nolk van Gogh Johanna Cox-Ladru Catharina Selbach Jacoba van Kampen Annie Ros Bertha Selbach Nanny Simon | Team (v)                        | 13e plaats  | 473,02 punten |
| Lenie Gerrietsen | Individuele meerkamp (v)        | 62e plaats  | 69,47 punten  |
| Huiberdina Krul-van der Nolk van Gogh | Individuele meerkamp (v)        | 72e plaats  | 68,42 punten  |
| Annie Ros | Individuele meerkamp (v)        | 92e plaats  | 66,91 punten  |
| Catharina Selbach | Individuele meerkamp (v)        | 94e plaats  | 66,68 punten  |
| Nanny Simon | Individuele meerkamp (v)        | 100e plaats | 66,19 punten  |
| Johanna Cox-Ladru | Individuele meerkamp (v)        | 106e plaats | 65,35 punten  |
| Bertha Selbach | Individuele meerkamp (v)        | 121e plaats | 63,06 punten  |
| Jacoba van Kampen | Individuele meerkamp (v)        | 128e plaats | 61,05 punten  |
| Huiberdina Krul-van der Nolk van Gogh | Sprong (v)                      | 31e plaats  | 18,23 punten  |
| Lenie Gerrietsen | Sprong (v)                      | 53e plaats  | 17,99 punten  |
| Nanny Simon | Sprong (v)                      | 78e plaats  | 17,50 punten  |
| Catharina Selbach | Sprong (v)                      | 86e plaats  | 17,36 punten  |
| Annie Ros | Sprong (v)                      | 103e plaats | 16,93 punten  |
| Johanna Cox-Ladru | Sprong (v)                      | 106e plaats | 16,83 punten  |
| Bertha Selbach | Sprong (v)                      | 126e plaats | 15,26 punten  |
| Jacoba van Kampen | Sprong (v)                      | 128e plaats | 13,59 punten  |
| Lenie Gerrietsen | Brug met ongelijke leggers (v)  | 70e plaats  | 17,06 punten  |
| Huiberdina Krul-van der Nolk van Gogh | Brug met ongelijke leggers (v)  | 82e plaats  | 16,83 punten  |
| Bertha Selbach | Brug met ongelijke leggers (v)  | 93e plaats  | 16,46 punten  |
| Annie Ros | Brug met ongelijke leggers (v)  | 98e plaats  | 16,30 punten  |
| Catharina Selbach | Brug met ongelijke leggers (v)  | 101e plaats | 16,13 punten  |
| Nanny Simon | Brug met ongelijke leggers (v)  | 104e plaats | 16,00 punten  |
| Johanna Cox-Ladru | Brug met ongelijke leggers (v)  | 107e plaats | 15,93 punten  |
| Jacoba van Kampen | Brug met ongelijke leggers (v)  | 122e plaats | 14,83 punten  |
| Lenie Gerrietsen | Evenwichtsbalk (v)              | 45e plaats  | 17,53 punten  |
| Catharina Selbach | Evenwichtsbalk (v)              | 56e plaats  | 17,30 punten  |
| Annie Ros | Evenwichtsbalk (v)              | 60e plaats  | 17,29 punten  |
| Jacoba van Kampen | Evenwichtsbalk (v)              | 82e plaats  | 16,90 punten  |
| Huiberdina Krul-van der Nolk van Gogh | Evenwichtsbalk (v)              | 88e plaats  | 16,83 punten  |
| Nanny Simon | Evenwichtsbalk (v)              | 103e plaats | 16,26 punten  |
| Johanna Cox-Ladru | Evenwichtsbalk (v)              | 103e plaats | 16,26 punten  |
| Bertha Selbach | Evenwichtsbalk (v)              | 123e plaats | 14,92 punten  |
| Lenie Gerrietsen | Vloer (v)                       | 97e plaats  | 16,89 punten  |
| Huiberdina Krul-van der Nolk van Gogh | Vloer (v)                       | 113e plaats | 16,53 punten  |
| Nanny Simon | Vloer (v)                       | 116e plaats | 16,43 punten  |
| Bertha Selbach | Vloer (v)                       | 117e plaats | 16,42 punten  |
| Annie Ros | Vloer (v)                       | 118e plaats | 16,39 punten  |
| Johanna Cox-Ladru | Vloer (v)                       | 1019 plaats | 16,33 punten  |
| Catharina Selbach | Vloer (v)                       | 125e plaats | 15,89 punten  |
| Jacoba van Kampen | Vloer (v)                       | 128e plaats | 15,73 punten  |
| Lenie Gerrietsen Huiberdina Krul-van der Nolk van Gogh Johanna Cox-Ladru Catharina Selbach Jacoba van Kampen Annie Ros Bertha Selbach Nanny Simon | Team, draagbaar gereedschap (v) | 6e plaats   | 70,00 punten  |

### Voetbal
| Olympiër | Discipline | Resultaat | Prestatie                          |
| --- | ---------- | --------- | ---------------------------------- |
| Sjaak Alberts Rinus Bennaars Louis Biesbrouck Mick Clavan Piet Kraak Piet van der Kuil Jo Mommers Joop Odenthal Jan van Roessel Rinus Terlouw Bram Wiertz | mannen     | voorronde | Voorronde 1-5 Nederland - Brazilië |

### Waterpolo
| Olympiër                                                                                         | Discipline | Resultaat | Prestatie |
| ------------------------------------------------------------------------------------------------ | ---------- | --------- | --- |
| Gerrit Bijlsma Cor Braasem Joop Cabout Ruud van Feggelen Max van Gelder Nijs Korevaar Frits Smol | team (m)   | 5e        | Kwalificatie 3-2 Nederland - Sovjet-Unie Voorronde 9-3 Nederland - Argentinië 7-1 Nederland - Zweden 3-2 Nederland - Joegoslavië * 1-2 Nederland - Joegoslavië halve finale groep 4-4 Nederland - Hongarije 4-2 Nederland - Sovjet-Unie resultaat tegen Joegoslavië meegenomen om plaats 5/8 5-3 Nederland - België 7-1 Nederland - Spanje resultaat tegen Sovjet-Unie meegenomen |

- * overgespeeld na toegekend protest van  Joegoslavië over de arbitrage

### Wielersport
| Olympiër                                             | Discipline               | Resultaat   | Prestatie |
| Baan                                                 | Baan                     | Baan        | Baan |
| ---------------------------------------------------- | ------------------------ | ----------- | --- |
| Johan Hijzelendoorn                                  | 1.000m tijdrit (m)       | 8e          | 1.14,5 |
| Johan Hijzelendoorn                                  | sprint (m)               | 9e          | ronde 1: eerste KF: verloor van Werner Potzernheim Duitsland & Antonio Giménez Argentinië KF herkansing: verloor van Ray Robinson Zuid-Afrika & John Millman Canada |
| Adri Voorting Daan de Groot Jan Plantaz Jules Maenen | ploegenachtervolging (m) | kwartfinale | kwalificatie: 4.54,5 (7e tijd) KF: verloor van Groot-Brittannië |
| Weg                                                  |                          |             | |
| Aren van 't Hof                                      | wegwedstrijd (m)         | 10e         | 5:11.19,0 |
| Jules Maenen                                         | wegwedstrijd (m)         | -           | niet geklasseerd |
| Jan Plantaz                                          | wegwedstrijd (m)         | 22e         | 5:16.19,1 |
| Adri Voorting                                        | wegwedstrijd (m)         | 49e         | 5:24.44,6 |
| Aren van 't Hof Jan Plantaz Adri Voorting            | wegwedstrijd ploeg (m)   | 8e          | 15:52.22,7 |

### Zeilen
| Olympiër                                                        | Discipline       | Resultaat | Prestatie |
| --------------------------------------------------------------- | ---------------- | --------- | --- |
| Koos de Jong                                                    | Finn (g)         | 4e        | 946 punten (4e) 1247 punten (2e) 849 punten (5e) 507 punten (11e) 849 punten (5e) 548 punten (10e) 594 punten (9e) 5033 eindtotaal    |
| Bob Maas Eddy Stutterheim                                       | Star (g)         | 8e        | 469 punten (9e) 946 punten (3e) 469 punten (9e) 382 punten (11e) 520 punten (8e) 724 punten (5e) 382 punten (11e) 3510 eindtotaal     |
| Wim van Duyl Biem Dudok van Heel Michiel Dudok van Heel         | drakenklasse (g) | 6e        | 1331 punten (1e) 377 punten (9e) 0 punten (DSQ) 486 punten (7e) 632 punten (5e) 729 punten (4e) 4041 eindtotaal                       |
| Wim de Vries Lentsch jr. Piet Jan van der Giessen Flip Keegstra | 5,5m klasse (g)  | 13e       | 159 punten (14e) 402 punten (8e) 264 punten (11e) 226 punten (12e) 159 punten (14e) 305 punten (10e) 226 punten (12e) 1582 eindtotaal |

### Zwemmen
| Olympiër                                                                | Discipline      | Resultaat | Prestatie                                                       |
| ----------------------------------------------------------------------- | --------------- | --------- | --------------------------------------------------------------- |
| Joris Tjebbes                                                           | 100m vrij (m)   | 19e       | serie 8: 59,1 (2e tijd) HF 2: 59,8 (5e tijd)                    |
| Joris Tjebbes                                                           | 400m vrij (m)   | 21e       | serie 5: 4.54,4 (3e tijd) HF 1: 5.01,9 (8e tijd)                |
| Jitse van der Veen                                                      | 100m rug (m)    | 15e       | serie 4: 1.09,1 (4e tijd) HF 2: 1.10,5 (8e tijd)                |
| Daan Buijze                                                             | 200m school (m) | 13e       | serie 6: 2.41,9 (2e tijd) HF 1: 2.42,6 (6e tijd)                |
|                                                                         |                 |           |                                                                 |
| Irma Schuhmacher                                                        | 100m vrij (v)   | 6e        | serie 1: 1.06,7 (1e tijd) HF 1: 1.06,7 (2e tijd) finale: 1.07,3 |
| Irma Schuhmacher                                                        | 400m vrij (v)   | serie     | serie 4: 5.45,2 (6e tijd)                                       |
| Hannie Termeulen                                                        | 100m vrij (v)   | Zilver    | serie 2: 1.07,3 (1e tijd) HF 1: 1.07,1 (3e tijd) finale: 1.07,0 |
| Hannie Termeulen                                                        | 400m vrij (v)   | serie     | serie 3: 5.45,5 (5e tijd)                                       |
| Koosje van Voorn                                                        | 100m vrij (v)   | 11e       | serie 3: 1.07,4 (2e tijd) HF 2: 1.08,1 (5e tijd)                |
| Geertje Wielema                                                         | 400m vrij (v)   | serie     | serie 1: 6.02,6 (6e tijd)                                       |
| Geertje Wielema                                                         | 100m rug (v)    | Zilver    | serie 1: 1.13,8 OR (1e tijd) finale: 1.14,5                     |
| Ria van der Horst                                                       | 100m rug (v)    | dq        | serie 2: 1.17,0 (1e tijd) finale: gediskwalificeerd             |
| Joke de Korte                                                           | 100m rug (v)    | 4e        | serie 3: 1.15,8 (3e tijd) finale: 1.15,8                        |
| Lies Bonnier                                                            | 200m school (v) | 9e        | serie 2: 3.00,6 (1e tijd) HF 1: 3.00,3 (5e tijd)                |
| Rika Bruins                                                             | 200m school (v) | 10e       | serie 1: 3.04,7 (3e tijd) HF 1: 3.02,4 (6e tijd)                |
| Nel Garritsen                                                           | 200m school (v) | 8e        | serie 5: 2.59,4 (2e tijd) HF 2: 2.59,5 (3e tijd) finale: 3.02,1 |
| Irma Schuhmacher Hannie Termeulen Marie-Louise Vaessen Koosje van Voorn | 4×100m vrij (v) | Zilver    | serie 2: 4.30,6 (2e tijd) finale: 4.29,0                        |